# Stanley Larson Welsh
Stanley Larson Welsh (7 de septiembre de 1928-30 de enero de 2025) fue un botánico estadounidense. 

## Biografía
Ha sido de los prominentes científicos que han estudiado y publicado sobre la flora de Estados Unidos. Ha trabajado como profesor de Biología Integrativa en la Universidad Brigham Young durante 44 años. Fundó y fue curador del herbario de esa misma universidad, el cual lleva su nombre. Se interesó por la flora estadounidense y tahitiana, con énfasis en los géneros Astragalus, Oxytropis y Atriplex.

## Algunas publicaciones
- stanley larson Welsh; sherel Goodrich. 1980. Miscellaneous Plant Novelties from Alaska, Nevada, and Utah. Great Basin Naturalist 40:78-88

### Libros
- 1960. Legumes of the north-central states: Galegeae. Ed. Iowa Agricultural & Home Economics Experiment Station. 249 pp.
- 2003. North American Species of Atriplex Linnaeus (Chenopodiaceae): A Taxonomic Revision. ISBN 0-8425-2562-9
- nephi duane Atwood, sherel Goodrich, stanley larson Welsh. 2007. A Utah Flora. Ed. Brigham Young University. ISBN 0-8425-2701-X

- La abreviatura «S.L.Welsh» se emplea para indicar a Stanley Larson Welsh como autoridad en la descripción y clasificación científica de los vegetales.[4]